# هاو وايوي
هاو وايوي (بالصينية: 胡威威) (3 مارس 1993 في الصين - ) هو لاعب كرة قدم صيني في مركز الهجوم. شارك مع منتخب الصين تحت 17 سنة لكرة القدم. أما مع النوادي، فقد لعب مع غوانغجو إفرغراند تاوباو وكينغداو جونون وGuangdong South China Tiger F.C. ‏.

## وصلات خارجية
- هاو وايوي على موقع قاعدة بيانات كرة القدم.إي يو (الإنجليزية)